# アンナ・ラザレワ
アンナ・ニコラエヴナ・ラザレワ（ロシア語: Анна Николаевна Лазарева、英語: Anna Nikolayevna Lazareva、1997年1月31日 - ）は、ロシアの女子バレーボール選手。ロシア代表。

## 来歴
2017年、ロシア代表に初選出され、同年のワールドグランプリでデビューした。2019年、イタリアで開催されたユニバーシアードにて金メダルを獲得した。同年9月のワールドカップで銅メダルを獲得した。

## 球歴
- オリンピック - 2021年
- ワールドカップ - 2019年
- ワールドグランプリ - 2017年

## 所属クラブ
- ディナモ・モスクワ（2015-2016年）
- VC Yenisey Krasnoyarsk（2016-2017年）
- ディナモ・モスクワ（2017-2019年）
- ヴォレロ・チューリッヒ（2019-2020年）
- IBK企業銀行アルトス（2020-2021年）
- フェネルバフチェ（2021-2023年）
- 北京汽車（2023-2024年）
- アトランタ・バイブ（英語版）（2024年）
- クゼイボル（2024-）